# Flo Steinberg
Florence Steinberg (Boston, 17 marzo 1939 – New York City, 23 luglio 2017) è stata un'editrice statunitense.
Nel 1975 è stata l'editrice della prima pubblicazione di fumetti in stile ibrido underground/alternativo Big Apple Comix.
È stata, durante la Silver Age degli anni '60, una delle protagoniste dell'espansione della Marvel, ricoprendo prima il ruolo di segretaria dell'editore Stan Lee, per poi divenire receptionist ed infine responsabile della comunicazione con i fan.
Florence Steinberg è anche apparsa in forma immaginaria nei fumetti Marvel, ha partecipato come ospite a diverse fiere del fumetto e ha ispirato il profilo di una rivista.

## Biografia

### Infanzia
Florence Steinberg è nata a Boston, in Massachusetts ed è cresciuta nei quartieri di Dorchester e Mattapan. Ha frequentato la Roxbury Memorial High School for Girls, dove ha ricoperto il ruolo di presidente del consiglio studentesco. Successivamente si è laureata nel 1960 in storia alla University of Massachusetts Amherst, dove è stata membro della sorellanza Sigma Delta Tau. In seguito, mentre lavorava come rappresentante di servizio per la New England Telephone Company a Boston, fu volontaria per la prima campagna elettrorale per la candidatura di Ted Kennedy quale membro del Senato. Dopo essersi trasferita a New York nel 1963, Steinberg lavorò anche per la candidatura al Senato di Robert Kennedy.

### Carriera

#### Marvel Comics nella Silver Age

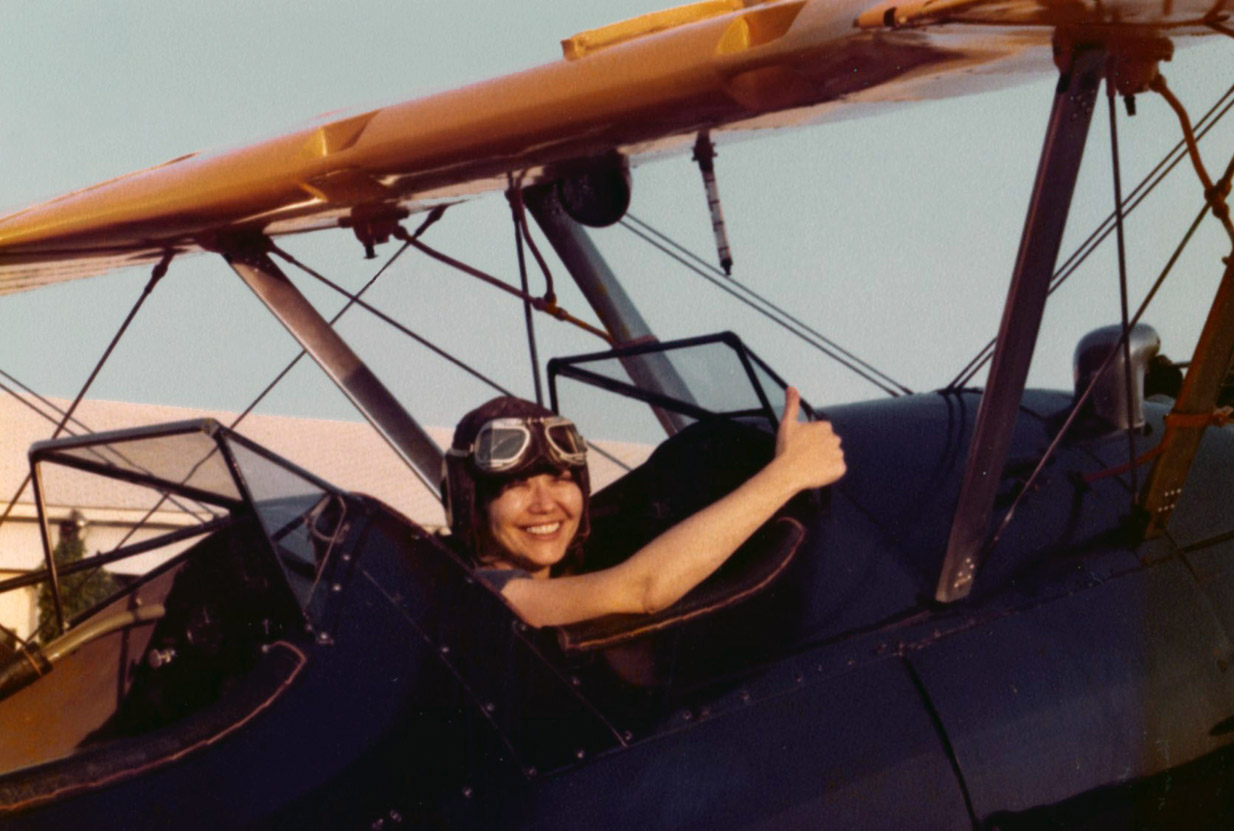
Steinberg nel 1980

Nel marzo del 1963, Steinberg si trasferì a New York e, come accadeva spesso alle donne a quei tempi, trascorse alcuni mesi vivendo in una YWCA (Young Women's Christian Association), cercando un impiego attraverso l'agenzia per il lavoro. "Dopo un paio di colloqui, sono stata mandata in questa casa editrice chiamata Magazine Management", ha dichiarato in un'intervista del 2002. "Lì ho incontrato un collega di nome Stan Lee che stava cercando quella che allora chiamavano una Friday girl" (letteralmente tradotta in italiano come "ragazza venerdì", indicando un'impiegata che lavora come assistente amministrativa e svolge una vasta gamma di mansioni diverse per l'azienda). Stan aveva un ufficio individuale in un piano insieme ad altri uffici che ospitavano le molte sezioni della rivista. Magazine Management ha pubblicato i Marvel Comics così come riviste maschili, cinematografiche, parole crociate, editoria rosa, riviste confessionali e detective stories. Ogni reparto si alternava, un giorno alla settimana, coprendo il centralino quando l'operatore regolare faceva la pausa pranzo".
All'epoca gli unici membri dello staff Marvel erano Lee e Steinberg, mentre il resto del lavoro era affidato a collaboratori esterni.  Steinberg ha dichiarato che il direttore di produzione, Sol Brodsky, "arrivava e costruiva un piccolo tavolo da disegno supplementare dove poter fare gli incollaggi e la grafica per gli annunci". Ha ricordato che il "primo vero Bullpen" è stato creato quando la Marvel ha spostato in centro alcuni uffici dal 655 Madison Avenue al 635 Madison Avenue. "Stan finalmente aveva il suo ufficio. Ero in un grande spazio con le finestre e Sol Brodsky, che ora faceva parte del personale, aveva la sua scrivania". Ha detto che in quel momento "si era fortunati a guadagnare $60 a settimana di partenza e Stan mi ha offerto 65 dollari, questo fu un grande incentivo per firmare!".
Oltre a svolgere il ruolo di segretaria di Lee, Steinberg ha collaborato e seguito gli artisti per farsi consegnare il loro lavoro entro le scadenze previste, ha risposto alle lettere dei fan, inviando anche ai soci paganti il kit fan-club Merry Marvel Marching Society e spedito le opere alla Comics Code Authority per essere esaminate al fine di portare il sigillo di auto-censura del codice fumettistico del settore. Ha anche dovuto incontrare i fan non invitati che sarebbero apparsi in ufficio, sperando d'incontrare i creatori di fumetti. "Le persone hanno iniziato a venire in ufficio. E dovevo andare a vedere cosa volessero. I bambini piccoli cercavano di correre da me e dovevo fare un giro con loro. Tutti pensavano che fosse bello il fatto che i bambini si avvicinassero ma, allo stesso tempo, il nostro era un business".
L'artista Jim Mooney una volta ha ricordato:
()
La tuttofare Steinberg (che aveva il soprannome di Fabulous Flo) ha detto:
()
Steinberg si è avvicinata alla scena dell'underground fumettistico dopo aver incontrato e fatto amicizia con Trina Robbins, che era andata negli uffici della Marvel per intervistare Lee per il magazine alternativo Los Angeles Free Press. Attraverso di lei, Steinberg ha conosciuto i collaboratori dell'East Village Other, il giornale alternativo di New York City, e ha incontrato i cartonisti underground.
La giornalista Robin Green, subentrata a Steinberg alla Marvel nel 1968, scrisse su Rolling Stone:
()

#### Carriera successiva
Steinberg lasciò la Marvel nel 1968. "Ero stanca. Gli ultimi anni sono stati così lunghi perché la posta dei fan è stata travolgente. Arrivavano dei sacchi e tutte le lettere dovevano essere accettate". La posizione stessa, anche dopo cinque anni, non era particolarmente ben pagata, e Steinberg abbandonò dopo non aver ricevuto un aumento di 5 dollari. Marie Severin, ricordando il giorno della festa per la partenza di Steinberg, osservava nel 2002:
()
Una pagina dei Marvel Bullpen Bulletins nei fumetti della Marvel, con data di copertina febbraio 1969 (perciò necessariamente scritta due o tre mesi prima), osservava che Steinberg "ha un nuovo grande lavoro al Rockefeller Center". Lavorando per il gruppo commerciale American Petroleum Institute, ha curato opuscoli e manuali tecnici per 2 anni e mezzo, per poi abbandonare nel momento in cui l'organizzazione si trasferì a Washington D.C.. Da allora era diventata amica dei fumettisti underground di New York, tra cui Trina Robbins, Kim Deitch, Michelle Brand e Roger Brand. Dopo il trasferimento di questi artisti a San Francisco, il centro della scena underground fumettistica, Steinberg si è trasferita in California nella seconda metà del 1970. Qui ha fatto amicizia con fumettisti tra cui Art Spiegelman e ha lavorato per la San Francisco Comic Book Company di Gary Arlington, finendo per lasciare la città dopo un anno. Steinberg si trasferì per un breve periodo dalla sua famiglia a Boston e poi tornò a New York. Lì, ricordava nel 1984 la sua amica artista Marvel Herb Trimpe: "aveva uno studio a Manhattan che non utilizzava, così sono rimasta e ho cercato lavoro". Steinberg trovò lavoro nella Captain Company, la divisione vendite per corrispondenza della rivista di fumetti horror della Warren Publishing, rimanendo lì per tre anni.
Ha parlato ad una conferenza del 1974 a New York di Comic Art Convention sul ruolo delle donne nel fumetto, a fianco di Marie Severin, Jean Thomas (a volte collaboratrice dell'allora marito Roy Thomas) e della rappresentante dei fan Irene Vartanoff.
Nel 1975, Steinberg ha pubblicato Big Apple Comix, un collegamento cruciale tra il fumetto underground e i fumetti indipendenti moderni, con i contribuenti che includono talenti mainstream come Neal Adams, Archie Goodwin, Dennis O'Neil, Al Williamson, e Wally Wood. Il critico Ken Jones, in una recensione retrospettiva del 1986, ha suggerito che Big Apple Comix e High Adventure di Mark Evanier possono essere stati "i primi veri fumetti alternativi".
Dal 1984, ha diretto la redazione dell'Arts Magazine di Manhattan. Negli anni '90, Steinberg è tornata a lavorare per la Marvel come revisore e ha continuato a ricoprire questo incarico fino al 2017, almeno come part-time.

### Morte
Steinberg è morta il 23 luglio 2017 a New York City, a causa di complicazioni causate da un aneurisma cerebrale e da un cancro metastatico ai polmoni. In una dichiarazione, la Marvel ha elogiato Florence Steinberg per essere "stata sempre il cuore della Marvel e una leggenda a sé".

## Omaggi
A fianco di Stan Lee, Jack Kirby e Sol Brodsky, Flo Steinberg, nei panni della Ragazza Invisibile, è protagonista del fumetto What If #11 (ottobre 1978), scritto e disegnato da Kirby.
Nella serie Ultimate Fantastic Four #28 (maggio 2006), lo scrittore Mark Millar ha aggiunto un piccolo tributo a Steinberg: nel fumetto lei ricopre il ruolo di segretaria del presidente Thor, in una terra popolata quasi interamente da supereroi. In una breve scena ammonisce la Torcia Umana di non bruciare il tappeto, a cui lui risponde: "Lo so, lo so. Non c'è bisogno di essere una tale lagna, Miss Steinberg".